# Гонконзький коледж об'єднаного світу Лі По Чуна
Гонконзький коледж об'єднаного світу Лі По Чуна (англ. Li Po Chun United World College of Hong Kong, кит.: 香港李寶椿聯合世界書院) — міжнародний коледж-інтернат, розташований у місті Ву Кай Ша, Гонконг, практично над узбережжям затоки Толо. Коледж входить до мережі Коледжів об'єднаного світу і носить ім'я Лі По Чуна — на вшанування пам'яті гонконзького бізнесмена, засновника благодійного цільового фонду «Лі По Чуна», філантропа, який захоплювався благодійністю в освіті і започаткував стипендію Лі По Чуна. Його син, Лі Чжао Джан, у 1987 році пожертвував 100 мільйонів юанів на будівництво коледжу.
У рейтингу Уолл-стріт джорнел входить до перших 60-ти шкіл за кількістю випускників, які вступили до найпрестижніших вищих навчальних закладів США і є другим у цьому рейтингу серед Коледжів об'єднаного світу після Західноамериканського коледжу об'єднаного світу Арманда Гаммера.
У коледжі виховуються та навчаються понад 250 учнів старших — 11 та 12 класів більше 80-ти національностей. Значна частина учнів отримують стипендії в системі Коледжів об'єднаного світу, які частково чи повністю покривають витрати на навчання, проживання у інтернаті та харчування. Претенденти на навчання відбираються на конкурсній основі національними комітетами Коледжів об'єднаного світу, які функціонують більше, ніж у 155 країнах світу.
Претенденти з України відбираються національним комітетом «UWC Україна». Основні критерії відбору наведені на сайті комітету.
Коледж відповідно до освітньої системи у Гонконгу є субвенційною школою, яка отримує 22 % (у 2015/2016 навчальних роках) свого фінансування за схемою прямого субсидування уряду Гонконгу, однак, при цьому, відноситься до найдорожчих шкіл. Така ситуація породжує пропозиції скасувати субвенцію коледжу, тому що уряд повинен витрачати на кожного учня коледжу 72 626 юанів, що з повністю покрило би витрати на навчання одного учня у більшості інших шкіл Гонкнгу.

## Коротка історія
Ідея створити коледж об'єднаного світу в Гонгонзі виникла ще у 1978 році, коли Сер Лі Го-Вей опікувався першими 15 учнями із Гонконгу, направляючи їх на навчання до зарубіжних коледжів об'єднаного світу. Реалізовувати ідею розпочали у 1987 році за сприяння і підтримки благодійного тресту Лі По Чуна, який і наразі залишається головним постачальником грантів у галузі освіти в Гонконзі, і який забезпечив фінансування проєкту, який було затверджено Міжнародною радою UWC у 1991 році. Будівництво кампусу коледжу розпочалося у 1991 році. Символічний камінь у фундамент будівництва було закладено Губернаторрм Гонконгу сером Девідом Вілсоном 12 лютого 1992 року.
Паралельно із будівництвом велися роботи з підготовки коледжу до навчального процесу та забезпечення роботи усіх його інфраструктур. Для забезпечення високої якості освіти і можливості випускникам продовжувати навчання у кращих університетах світу, у коледжі була запроваджена освітня програма «IB World School» (укр. «Світової школи міжнародного бакалаврату»). 9 грудня 1991 була акредитована «Програма для здобуття диплома міжнародного бакалаврату» (англ. IB Diploma Programme) власником та розробником цієї програми — некомерційним освітнім фондом «International Baccalaureate®».
У вересні 1992 року коледж відкрив свої двері першим учням. Офіційне Урочисте відкриття коледжу відбулося 6 листопада 1992 року за участі Президента Коледжів об'єднаного світу, Його Королівської Величності принца Чарльза Уельського.

## Освітні програми
Учні коледжу навчаються за «Програмою для здобуття диплома міжнародного бакалаврату» (англ. International Baccalaureate Diploma Programme). Для отримання диплома міжнародного бакалаврату необхідно обрати по одному предмету з кожної із шести груп — три на вищому рівні, та три на стандартному рівні. Перелік предметів може змінюватися і наводиться як на сайті коледжу, так і на сторінці коледжу на сайті Міжнародного бакалаврату. Дипломи про повну середню освіту міжнародного бакалаврату (англ. The IB diploma) надають можливість здобувати вищу освіту та приймаються і визнаються більше, ніж 2 337 університетами у 90 державах світу.

## Опис
На території кампусу розташовуються будівлі та споруди, необхідні для комфортного навчання і проживання учнів коледжу та його персоналу.
- навчальні аудиторії, лабораторії та спеціалізовані класи;
- бібліотека із читальною залою, зоною загального навчання та зоною відпочинку, де доступні періодичні видання та комп'ютерна техніка;
- багатоцільова актова зала (для загальних зборів і зустрічей, концертів);
- відкритий басейн;
- альпіністська стінка;
- тенісний корт та баскетбольний майданчик
- спорткомплекс, який має багатоцільову спортивну залу (гімнастика/баскетбол/волейбол/міні-футбол);
- тренажерні зали;
- майданчик для сквошу;
- танцювальна студія;
- багатоконфесійний духовний центр;
- житлові корпуси гуртожитків інтернату, господарі, технічні та допоміжні приміщення.

Інтернат розрахований на 256 учнів, які проживають у чотирьох гуртожитках, у кожному — 16 житлових кімнат по 4 ліжка. Також є житлові приміщення для персоналу, спільні кімнати для відпочинку і розваг та пральні. Основна їдальня та кухня коледжу можуть забезпечити одночасне харчування до 240 осіб. Для усіх учнів доступні сніданки, обіди та вечері, з китайським, «західним» та вегетаріанським меню. Для активного відпочинку передбачена можливість користуватися басейном, кортами із твердим покриттям, баскетбольними майданчиками — усі із вечірнім освітленням для використання у вечірній час.

## Видатні та відомі учні і випускники
| Фото | Прізвище    | Опис | Країна  |
|      | Лі Цзінчжоу | Політик, член Ліберальної партії Гонконгу, колишній член районної ради Шам-шуй По Яу Ят Цуена (2015—2019), колишній голова Молодіжного комітету Ліберальної партії Гонконгу | Гонконг |
|      | Нікі Ештон  | Політик, член Нової демократичної партії Канади, депутат Палати громад Канади від федерального виборчого округу Черчілль-Кеватінук Аскі, Манітоба                           | Канада  |

## Українці в UWC Li Po Chun
Кожного року у коледжі навчаються діти 80 національностей, серед яких є і українці, рекомендовані на навчання за результатами конкурсного відбору національним комітетом «UWC Україна». Як правило, кожен з учнів демонструє у коледжі високий рівень знань та практичних навичок. Завдяки успішності та іншим якостям учні з України, як і з багатьох інших країн, за результатами навчання отримують пропозиції від фонду Девіса на отримання стипендій для продовження навчання у вищих навчальних закладах США.

### Випускники коледжу, які здобули ґранти на навчання
| Ім'я           | Ґрант на навчання, спеціальності        | Стажування та робота                                          |
| Ганна Щербяк   | Лейк Форест Коледж економіка/психологія | Продовжує навчання (Факультет економіки, бізнесу та фінансів) |
| Михайло Поклад | Коледж Міддлбері                        | Продовжує навчання                                            |